# 彭年广场
彭年廣場，是一座大樓位于中华人民共和国广东省深圳市羅湖区嘉賓路與東門南路交界的鬧市區，约57层，包括地上54层，地下4层，高为240米，屋顶高度则为227米。彭年广场于1999年竣工，由深圳彭年酒店創辦人余彭年投資。
彭年廣場是一座集五星级酒店和高档国际标准甲级写字楼于一体的大厦，大厦拥有全市最高的旋转餐厅和观光塔，希爾頓酒店曾入驻该大廈，現為彭年酒店。